# Motueka River
Der Motueka River ist ein Fluss in der Region Tasman auf der Südinsel von Neuseeland.

## Geographie
Der Motueka River wird durch den Zusammenfluss von Motueka River Left Branch und Motueka River Right Branch zwischen der Richmond Range, die sich südlich bis östlich des Zusammenflusses befindet und der Gordon Range die nördlich zu finden ist, gebildet. Beide Quellflüsse sowie der obere Teil des Motueka River liegen in der Region Marlborough. Nach einer sehr kurzen westlichen Ausrichtung des Flusses, fließt das Gewässer bevorzugt in nördliche Richtung, bis es rund 26 km südwestlich von Motueka nach Nordosten schwenkt und rund 3,5 km nordnordöstlich des Stadtzentrums der Stadt in die Tasman Bay / Te Tai-o-Aorere mündet.
Bei der kleinen Siedlung Kohatu kreuzt der New Zealand State Highway 6 den Fluss und neben der Stadt Motueka ist Tapawera die größte kleine Ansiedlung neben zahlreicher Gehöfte an Fluss. Kurz vor der Mündung in die Tasmansee kreuzt der New Zealand State Highway 60 den Motueka River in Nord-Süd-Richtung.
Zu den linken Nebenflüssen des Motueka River zählen die Flüsse Motupiko River, Tadmor River, Wangapeka River, Baton River, Pearse River, Graham River, Pokororo River und zu den Rechten, die beiden Flüsse Stanley Brook, Dove River.